# Championnats du monde de la FIBT 2013
Navigation
Édition précédente Édition suivante
Les Championnats du monde de la FIBT 2013 se déroulent du 21 janvier 2013 au 3 février 2013 à Saint-Moritz (Suisse) sous l'égide de la Fédération internationale de bobsleigh et de tobogganing (FIBT).Il y a six titres à attribuer au total : trois en bobsleigh (bob à deux masculin, bob à quatre masculin et bob à deux féminin), deux en skeleton (individuel masculin et individuel féminin) et enfin un en équipe mixte (bobsleigh + skeleton). Il s'agit d'une compétition annuelle (hors année olympique).

## Calendrier des épreuves
| ent. | Entraînement | c | Course |

| Événements    | Événements     | Calendrier (février-mars) | Calendrier (février-mars) | Calendrier (février-mars) | Calendrier (février-mars) | Calendrier (février-mars) | Calendrier (février-mars) | Calendrier (février-mars) | Calendrier (février-mars) | Calendrier (février-mars) | Calendrier (février-mars) | Calendrier (février-mars) | Calendrier (février-mars) | Calendrier (février-mars) | Calendrier (février-mars) |
| Événements    | Événements     | 22                        | 23                        | 24                        | 25                        | 26                        | 27                        | 28                        | 29                        | 30                        | 31                        | 1er                       | 2                         | 3                         |                           |
| ------------- | -------------- | ------------------------- | ------------------------- | ------------------------- | ------------------------- | ------------------------- | ------------------------- | ------------------------- | ------------------------- | ------------------------- | ------------------------- | ------------------------- | ------------------------- | ------------------------- | ------------------------- |
| Bobsleigh     | Bob à 4        |                           |                           |                           |                           |                           |                           |                           | ent.                      | ent.                      | ent.                      |                           | c                         | c                         |                           |
| Bobsleigh     | Bob à 2 Hommes | ent.                      | ent.                      | ent.                      |                           | c                         | c                         |                           |                           |                           |                           |                           |                           |                           |                           |
| Bobsleigh     | Bob à 2 Femmes | ent.                      | ent.                      | ent.                      | c                         | c                         |                           |                           |                           |                           |                           |                           |                           |                           |                           |
| Skeleton      | Hommes         |                           |                           |                           |                           |                           |                           | ent.                      | ent.                      | ent.                      |                           | c                         | c                         |                           |                           |
| Skeleton      | Femmes         |                           |                           |                           |                           |                           |                           | ent.                      | ent.                      | ent.                      | c                         | c                         |                           |                           |                           |
| Épreuve mixte | Épreuve mixte  |                           |                           |                           | ent.                      |                           | c                         |                           |                           |                           |                           |                           |                           |                           |                           |

## Podiums
| Épreuves              | Or                                                                           | Argent                                                                     | Bronze                                                                  |
| --------------------- | ---------------------------------------------------------------------------- | -------------------------------------------------------------------------- | ----------------------------------------------------------------------- |
| Bob à deux masculin   | Allemagne Francesco Friedrich Jannis Baecker                                 | Suisse Beat Hefti Thomas Lamparter                                         | Allemagne Thomas Florschuetz Kevin Kuske                                |
| Bob à quatre masculin | Allemagne Maximilian Arndt Marko Hübenbecker Alexander Roediger Martin Putze | Russie Aleksandr Zoubkov Alexey Negodaylo Dmitry Trunenkov Maxim Mokrousov | États-Unis Steven Holcomb Justin Olsen Steven Langton Curtis Tomasevicz |
| Bob à deux féminin    | Canada Kaillie Humphries Chelsea Valois                                      | États-Unis Elana Meyers Katie Eberling                                     | Allemagne Sandra Kiriasis Franziska Bertels                             |

| Épreuves | Or                  | Argent            | Bronze          |
| -------- | ------------------- | ----------------- | --------------- |
| Hommes   | Alexandre Tretiakov | Martins Dukurs    | Sergey Chudinov |
| Femmes   | Shelley Rudman      | Noelle Pikus-Pace | Sarah Reid      |

| Épreuves     | Or                                                                                              | Argent                                                                                           | Bronze                                                                                    |
| ------------ | ----------------------------------------------------------------------------------------------- | ------------------------------------------------------------------------------------------------ | ----------------------------------------------------------------------------------------- |
| Équipe mixte | États-Unis John Daly Elana Meyers Lolo Jones Noelle Pikus-Pace Steven Holcomb Curtis Tomasevicz | Allemagne Frank Rommel Sandra Kiriasis Sarah Noll Marion Thees Francesco Friedrich Gino Gerhardi | Canada Eric Neilson Kaillie Humphries Chelsea Valois Sarah Reid Lyndon Rush Cody Sorensen |

## Tableau des médailles
| Rang | Nation      | Or | Argent | Bronze | Total |
| ---- | ----------- | -- | ------ | ------ | ----- |
| 1    | Allemagne   | 2  | 1      | 2      | 5     |
| 2    | États-Unis  | 1  | 2      | 1      | 4     |
| 3    | Russie      | 1  | 1      | 1      | 3     |
| 4    | Canada      | 1  | 0      | 2      | 3     |
| 5    | Royaume-Uni | 1  | 0      | 0      | 1     |
| 6    | Lettonie    | 0  | 1      | 0      | 1     |
| 6    | Suisse      | 0  | 1      | 0      | 1     |